# Eloria discifera
Eloria discifera är en fjärilsart som beskrevs av Walker 1869. Eloria discifera ingår i släktet Eloria och familjen tofsspinnare. Inga underarter finns listade i Catalogue of Life.